# Quartier du Mail

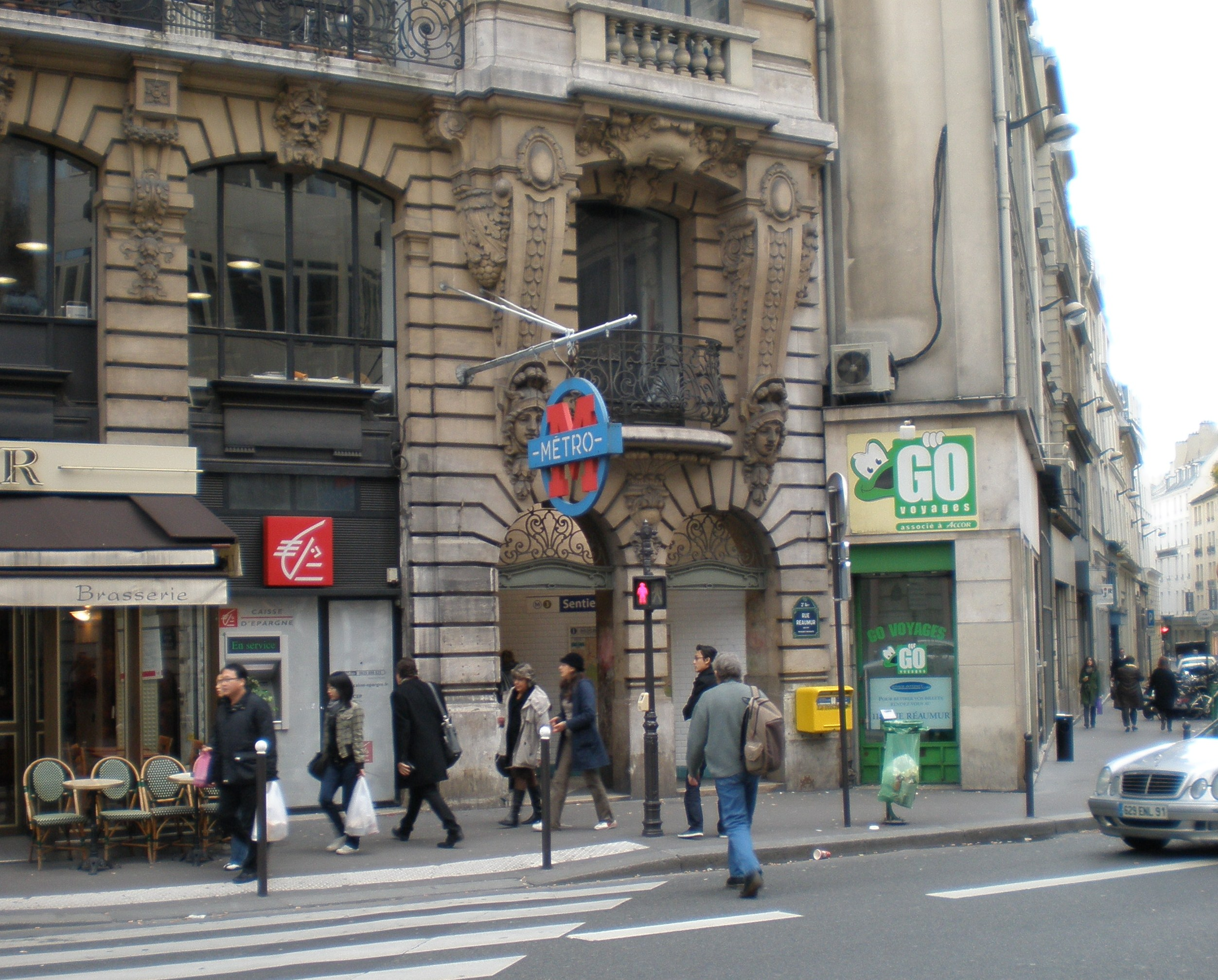
Vstup do stanice metra Sentier na Rue Réaumur uprostřed čtvrti

Quartier du Mail (čtvrť Mail) je 7. administrativní čtvrť v Paříži, která je součástí 2. městského obvodu. Má rozlohu 27,8 ha a je vymezena ulicemi Rue Étienne-Marcel na jihu, Rue de Notre-Dame-des-Victoires na západě, Boulevardem Poissonière na severu a ulicemi Rue Montorgueil, Rue des Petits Carreaux a Rue Poissonière na východě.
Čtvrť byla pojmenována podle ulice Rue du Mail, která jí prochází. Mail označuje ve francouzštině širokou cestu osázenou stromy.

## Vývoj počtu obyvatel
| Rok sčítání | Počet obyvatel | Hustota zalidnění (ob./km²) |
| ----------- | -------------- | --------------------------- |
| 1954        | 11 919         | 42 874                      |
| 1962        | 11 345         | 40 809                      |
| 1968        | 9 983          | 35 910                      |
| 1975        | 7 710          | 27 734                      |
| 1982        | 6 492          | 23 353                      |
| 1990        | 6 377          | 22 939                      |
| 1999        | 5 783          | 20 802                      |